# Mona Simpson
Mona Simpson rođ. Jandali (Green Bay, Wisconsin, 14. lipnja 1957.) američka je spisateljica. Napisala je šest romana. Studirala je engleski jezik i književnost na Kalifornijskom sveučilištu u Berkeleyju. Također je studirala Jezik i književnost na Bard Collegeu. Osvojila je Whiting Award za svoj prvi roman Anywhere but Here (1986) koji je postigao znata uspjeh i poslije bio adaptiran u istoimeni film, objavljen 1999. godine. Napisala je i nastavak The Lost Father (1992). Priznanje kritike uključivalo je nagradu Chicago Tribune Heartland. Također je ušla u uži izbor za nagradu PEN/Faulkner za svoj roman Off Keck Road (2000).
Simpson je mlađa sestra pokojnog suosnivača Apple Inc. Stevea Jobsa.  Jobsa, koji je nakon rođenja dan na posvajanje, upoznala je tek s 25 godina.

## Vanjske poveznice
- Službena stranica